# Andilly (Haute-Savoie)
Andilly ist eine französische Gemeinde im Département Haute-Savoie in der Region Auvergne-Rhône-Alpes.

## Geographie
Andilly liegt auf 735 m, etwa 19 Kilometer nördlich der Stadt Annecy (Luftlinie). Die aus mehreren Siedlungsteilen bestehende Gemeinde erstreckt sich an aussichtsreicher Lage am oberen Südhang der Montagne de Sion, einem westlichen Ausläufer des Salève, hoch über dem Tal der Usses, im Genevois.
Die Fläche des 6,07 km² großen Gemeindegebiets umfasst einen Abschnitt des Genevois. Das Gebiet wird durch die Tälchen des Nant Trouble und des Ruisseau de la Férande untergliedert, welche ihr Wasser den Usses zuführen. Nach Süden reicht das Gemeindeareal in das Waldgebiet des Bois Chardon. Der nördliche Teil wird vom breiten Kamm der Montagne de Sion eingenommen, auf dem mit 857 m die höchste Erhebung von Andilly erreicht wird. Im Osten des Gemeindegebietes befindet sich der wichtige Passübergang Col du Mont Sion (785 m).
Die Gemeinde Andilly besteht aus drei deutlich voneinander separierten kleinen Dörfern und einigen Gehöften:
- Charly (780 m) am Südhang der Montagne de Sion
- Jussy (735 m) an der Hauptstraße hoch über dem Tal der Usses
- Saint-Symphorien (660 m) auf einem Geländevorsprung über dem Tal der Usses

Nachbargemeinden von Andilly sind Vers und Présilly im Norden, Saint-Blaise im Osten, Copponex im Süden sowie Cernex im Westen.

## Bevölkerung
| Jahr                       | 1962 | 1968 | 1975 | 1982 | 1990 | 1999 | 2010 | 2020 |
| Einwohner                  | 320  | 341  | 363  | 380  | 509  | 595  | 778  | 980  |
| Quellen: Cassini und INSEE |      |      |      |      |      |      |      |      |

Mit 1011 Einwohnern (Stand 1. Januar 2022) gehört Andilly zu den kleinen Gemeinden des Départements Haute-Savoie. Im Verlauf des 19. und 20. Jahrhunderts nahm die Einwohnerzahl aufgrund starker Abwanderung kontinuierlich ab (1861 wurden in Andilly noch 681 Einwohner gezählt). Seit Beginn der 1980er Jahre wurde dank der attraktiven Wohnlage jedoch wieder eine deutliche Bevölkerungszunahme verzeichnet.

## Sehenswürdigkeiten
Die Kirche Saint-Symphorien wurde im 15. Jahrhundert erbaut und später umgestaltet. In Charly steht eine Kapelle, die Saint-Jacques geweiht ist und im spätgotischen Stil ebenfalls im 15. Jahrhundert errichtet wurde.

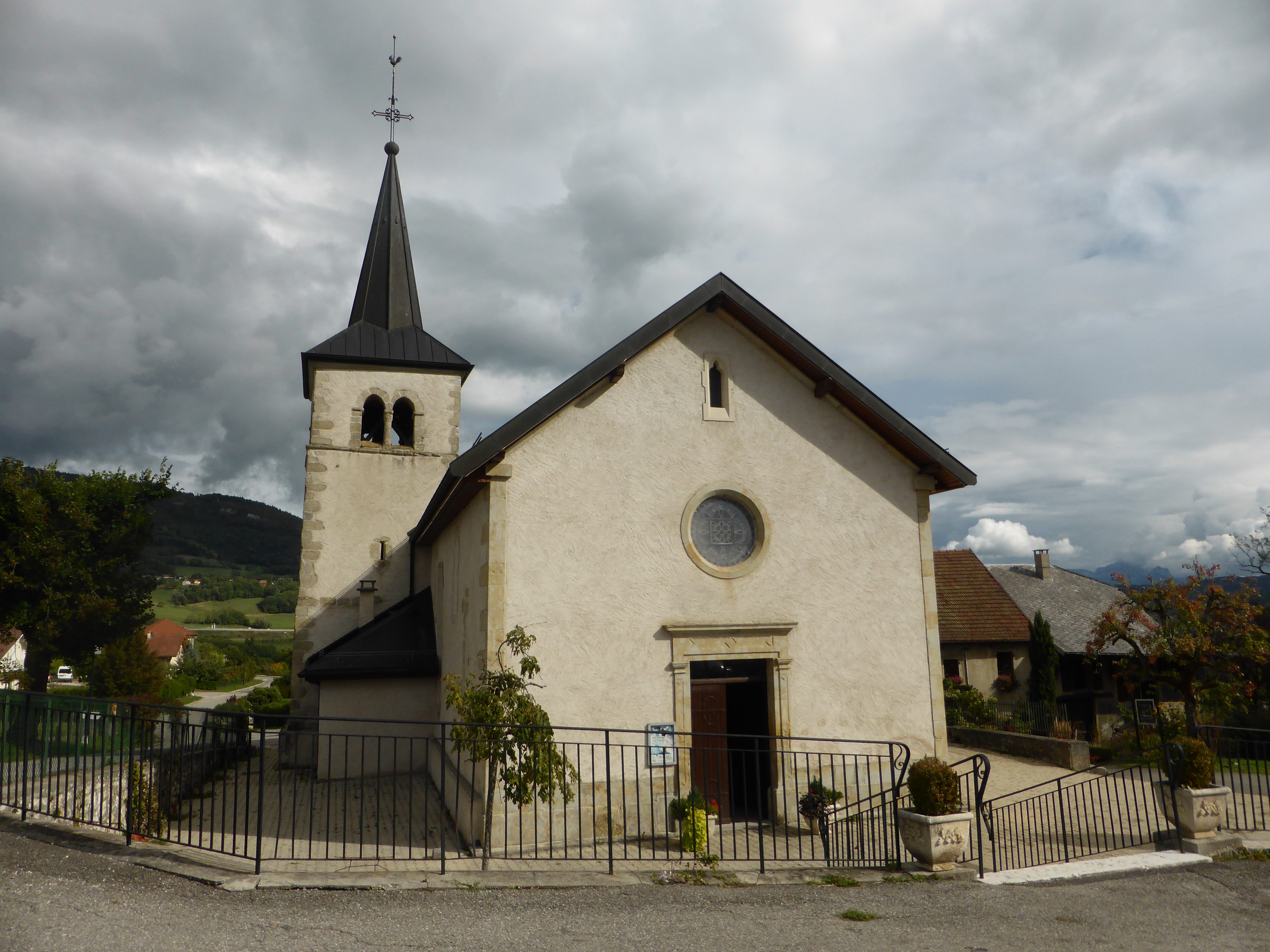
Kirche Saint-Symphorien
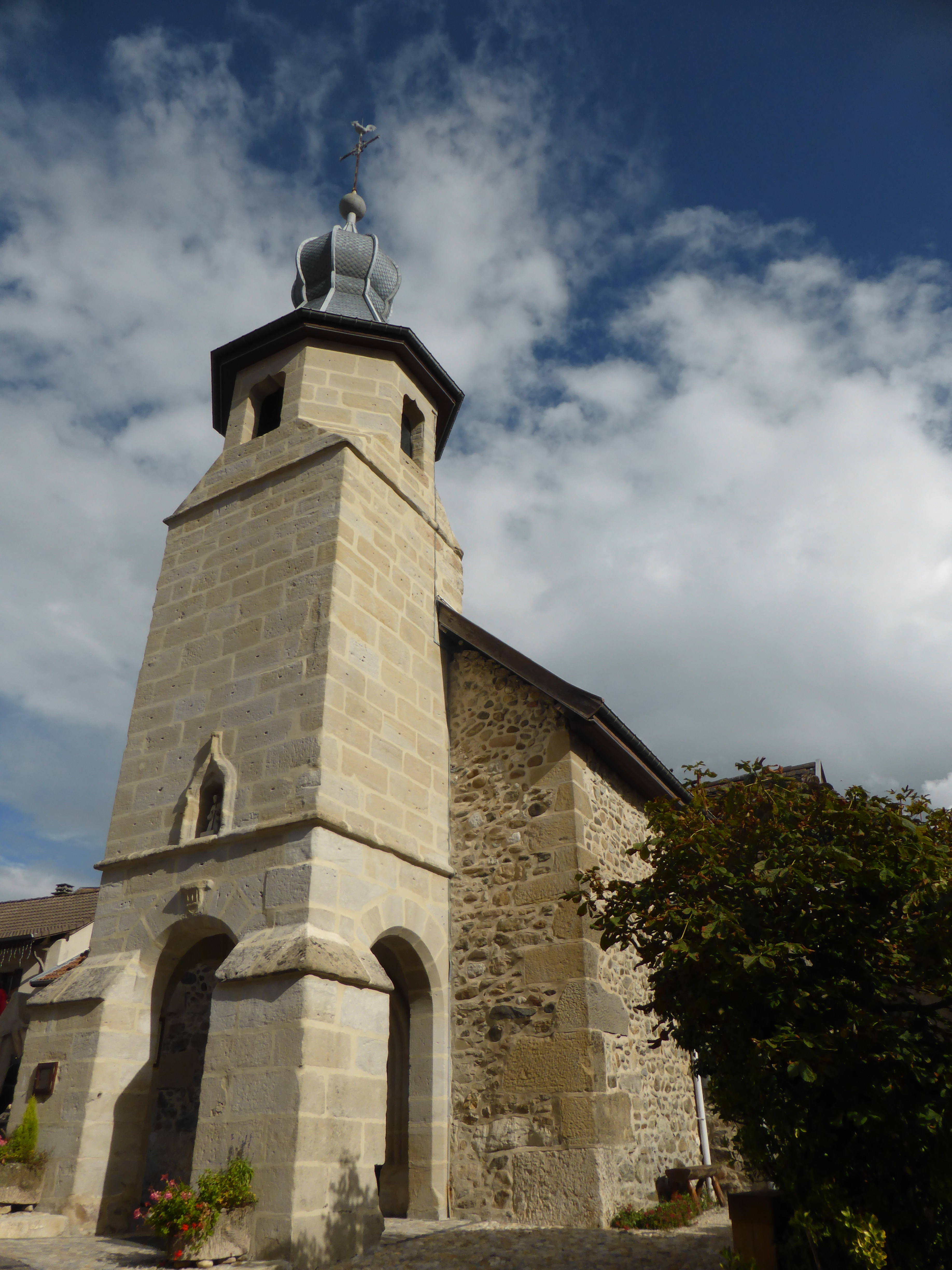
Kapelle Saint-Jacques
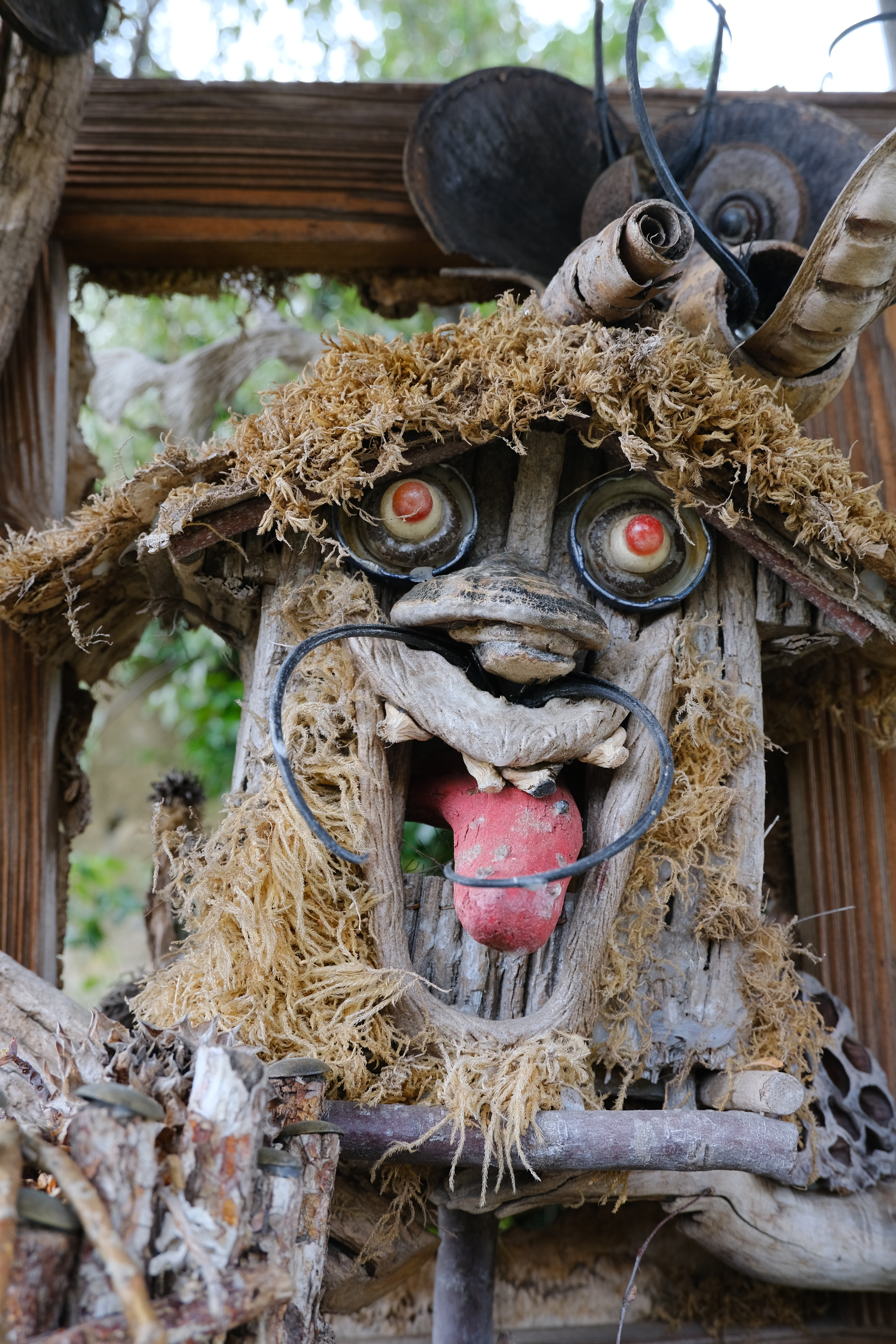
Kunstobjekt im Heilgarten

## Wirtschaft und Infrastruktur
Andilly ist noch heute ein vorwiegend durch die Landwirtschaft geprägtes Dorf. Daneben gibt es einige Betriebe des lokalen Kleingewerbes. Zahlreiche Erwerbstätige sind Wegpendler, die in den größeren Ortschaften der Umgebung sowie im Raum Annecy und Genf-Annemasse ihrer Arbeit nachgehen.
Die Ortschaft ist verkehrsmäßig gut erschlossen. Der Ortsteil Jussy liegt an der N201 (Saint-Julien-en-Genevois-Annecy). Weitere Straßenverbindungen bestehen mit Valleiry, Cernex und Saint-Blaise. Der nächste Anschluss an die Autobahn A41 befindet sich in einer Entfernung von rund 10 km.